# Изотретиноин
Изотретиноин, 13-цис-ретиноевая кислота — ретиноид (производное витамина A). Этот системный ретиноид первого поколения используется в дерматологии для лечения угревой болезни (акне), розацеа, себореи и других заболеваний кожи, в том числе при некоторых видах онкологических заболеваний кожи. Также используется в косметологии для замедления старения кожи.
В организме человека изотретиноин в небольших количествах производится печенью.
В лаборатории изотретиноин синтезирован в 1950-х, а применяться в медицине он стал с 1970-х.

## История
Способ промышленного синтеза изотретиноина разработан в 1968 году.

## Фармакодинамика
Изотретиноин воздействует на терминальную дифференцировку кератиноцитов, нормализуя окислительно-восстановительные и регенерационные процессы, в которых ретиноиды (производные витамина A) играют ключевую роль. Изотретиноин способен подавлять продукцию сальных желёз и уменьшать их размер. Благодаря этому свойству наибольшее применение нашёл в дерматологии при лечении акне.
Изотретиноин влияет на рост, диференциацию и апоптоз всех клеток во время эмбрионального развития плода, а в последующей жизни оказывает то же влияние на клетки некоторых тканей организма.
Механизм действия изотретиноина подобен другим ретиноидам и заключается в воздействии на ядерные рецепторы ретиноевой кислоты, тем самым он регулирует транскрипционную активность ДНК в клетках кожи.
К третиноину и другим ретиноидам чувствительны два вида ядерных рецепторов: рецепторы ретиноевой кислоты (англ. retinoic acid receptors, RAR) и ретиноид-Х-рецепторы (retinoid-X-receptors, RXR).

## Применение

### Медицинское применение
Третиноин применяется при лечении тяжелой формы акне, нейробластомы у детей, кожных Т-клеточные лимфом, плоскоклеточного рака кожи и некоторых других видов рака кожи.
Будучи системным ретиноидом, третиноин входит в состав разных препаратов. Во многих случаях позволяет снизить продукцию кожного сала, нормализовать регенерационные функции кожи, тем самым вылечивая акне, себорею и другие воспалительные заболевания.
Применение изотретиноина во время беременности запрещено из-за его тератогенного действия.
Изотретиноин при приеме вовнутрь, при наборе соответствующей организму кумулятивной дозы, изменяет состав кожного сала, что может привести к стойкой ремиссии. В норме кожное сало свободно высвобождается. При заболевании акне кожное сало забивается в порах, приводя к размножению бактерий и воспалениям.

### Применение в косметологии
В косметологии изотретиноин, как и другие ретиноиды, применяется для борьбы с возрастным старением и фотостарением кожи.

## Побочное действие
Наиболее частыми побочными эффектами являются временное ухудшение угрей (длится 10 дней), сухие губы (хейлит), сухая и хрупкая кожа и повышенная восприимчивость к солнечному ожогу. Необычные и редкие побочные эффекты включают мышечные боли (миалгии) и головные боли. Известно, что изотретиноин вызывает врождённые дефекты из-за внутриутробного воздействия из-за близкого сходства молекулы с ретиноевой кислотой, натурального производного витамина A, который контролирует нормальное эмбриональное развитие. Он также обладает психическими побочными эффектами, чаще всего депрессией, реже — психозом и необычным поведением. Сообщалось, что другие редкие побочные эффекты включают гиперостоз и преждевременное эпифизарное закрытие зон роста.
Строго противопоказан при установленной и планируемой беременности. Женщины должны быть проверены на беременность, прежде чем получать рецепт на этот препарат, и должным образом проинструктированы о последствиях для плода в случае внеплановой беременности во время приема препарата и в течение трех месяцев после его окончания.
Изотретиноин оказывает сильнейшее тератогенное действие на плод (в любых концентрациях, в том числе при однократном приеме), вызывая тяжелейшие пороки развития на любом сроке беременности, поэтому не может быть показан для применения беременным женщинам.
Передозировка может вызвать головную боль или боль в животе, рвоту, головокружение, нарушение мышечной координации, покраснение лица, высыхание и растрескивание губ, но все симптомы быстро проходят и не имеют долгосрочных последствий. Острая токсическая доза не была установлена - дозы до 1600 мг для взрослого и 63 мг кг 1 для ребенка приводили лишь к слабому токсическому действию.